# Tenneco
Tenneco, Inc. (tidigare Tenneco Automotive och egentligen Tennessee Gas Transmission Company) är ett amerikanskt konglomerat med verksamhet inom färdkvalitet, avgasrening och elastomer. Företaget är listat på New York Stock Exchange sedan 5 november 1999, och bolagets huvudkontor ligger i Lake Forest, Illinois, med kontor världen över.